# Championnat de France féminin de basket-ball 2025-2026
Navigation
2024–2025 2026–2027
La saison 2025–2026 de La Boulangère Wonderligue est la 98e édition du championnat de France féminin de basket-ball, la 28e édition depuis la création de la LFB et la deuxième sous l’appellation de « La Boulangère Wonderligue ». 
Basket Landes est tenant du titre après s’être imposé contre le Tarbes Gespe Bigorre en finale lors de la saison précédente. Le Toulouse Métropole Basket, champion de France de deuxième division 2024-2025, retrouve l’élite, deux saisons après l’avoir quittée.

## Formule de la compétition
Le championnat est composée de douze équipes. Les huit meilleures équipes participent aux playoffs et les quatre dernières aux playdows. L’équipe vainqueur des play-offs est championne de France, l’équipe dernière des playdowns descend en Ligue féminine 2.

## Clubs participants
| \| Bourges Lyon Lattes Mont-de-Marsan Angers Landerneau Charleville-Mézières Chartres Villeneuve-d'Ascq Charnay-lès-Mâcon La Roche-sur-Yon Toulouse \| Localisation des clubs engagés dans la saison 2024–2025. |
| Bourges Lyon Lattes Mont-de-Marsan Angers Landerneau Charleville-Mézières Chartres Villeneuve-d'Ascq Charnay-lès-Mâcon La Roche-sur-Yon Toulouse                                                                |

Les douze équipes engagées sont connues le 25 juillet 2025 : le Toulouse Métropole Basket est promu dans l’élite, ayant remporté le titre de champion de France de deuxième division 2024-2025. C' Chartres basket féminin, relégué sportivement en tant que 12e des playdowns, est repêché grâce à la relégation administrative en division régionale du Tarbes Gespe Bigorre, finaliste de la saison précédente.
Le 27 mai 2025, la Commission de Contrôle de Gestion a prononcé la rétrogradation en championnat de Ligue régionale du Roche Vendée Basket Club et du Tarbes Gespe Bigorre et mis en délibéré l’engagement du Flammes Carolo basket, du LDLC ASVEL féminin, de l’ESB Villeneuve-d’Ascq et du Toulouse Métropole Basket. À la suite des recours formés, la Commission confirme la relégation du Tarbes Gespe Bigorre et prononce l’engagement du Roche Vendée Basket Club. Par la suite, la Commission communique ensuite les dossiers mis en délibéré : Charleville-Mézières, Villeneuve-d’Ascq et Toulouse sont engagés dans l’élite, tandis que Lyon est également relégué administrativement en division régionale. Après avoir fait appel de la décision, Lyon est officiellement maintenu le 23 juillet 2025.
| Club                                  | Ville                | Dernière montée | Class. 24–25 | Entraîneur       | Salle                       | Capacité théorique | Saisons |
| ------------------------------------- | -------------------- | --------------- | ------------ | ---------------- | --------------------------- | ------------------ | ------- |
| Tango Bourges Basket                  | Bourges              | 1991            | 01           | Olivier Lafargue | Palais des sports du Prado  | 5 000              | 34      |
| Basket LandesT                        | Mont-de-Marsan       | 2008            | 02           | Julie Barennes   | Espace François-Mitterrand  | 2 500              | 17      |
| Charnay Basket Bourgogne Sud          | Charnay-lès-Mâcon    | 2023            | 03           | Stéphane Leite   | Le Cosec                    | 700                | 5       |
| Basket Lattes Montpellier Association | Lattes               | 2001            | 04           | Valéry Demory    | Palais des sports de Lattes | 1 300              | 24      |
| Flammes Carolo basketC                | Charleville-Mézières | 2010            | 05           | Romuald Yernaux  | L’Arena                     | 2 960              | 15      |
| Union féminine Angers Basket 49       | Angers               | 2021            | 06           | Aurélie Bonnan   | Salle Jean-Bouin            | 3 000              | 7       |
| LDLC ASVEL féminin                    | Lyon                 | 2011            | 07           | Yoann Cabioc'h   | Palais des sports de Lyon   | 3 000              | 14      |
| Villeneuve-d’Ascq                     | Villeneuve-d’Ascq    | 2000            | 09           | Maxime Bézin     | Le Palacium                 | 2 300              | 25      |
| Landerneau Bretagne Basket            | Landerneau           | 2018            | 10           | Wani Muganguzi   | La Cimenterie               | 2 400              | 7       |
| Roche Vendée Basket Club              | La Roche-sur-Yon     | 2017            | 11           | David Gautier    | Salle des Oudairies         | 2 500              | 8       |
| C' Chartres basket fémininRp          | Chartres             | 2024            | 12           | Benoît Marty     | Le Colisée                  | 4 186              | 1       |
| Toulouse Métropole BasketP            | Toulouse             | 2025            | 01 (LF2)     | Xavier Noguera   | Gymnase Compans-Caffarelli  | 1 900              | 9       |

Légende des couleurs
- Club participant à l’Euroligue 2025-2026
- Club participant à l’Eurocoupe 2025-2026
- Repêché
- Promu de Ligue féminine 2 2024-2025

### Changements d’entraîneur
| Club                     | Entraîneur partant | Motif du départ | Date de départ | Période   | Entraîneur arrivant | Date d’arrivée | Réf. |
| ------------------------ | ------------------ | --------------- | -------------- | --------- | ------------------- | -------------- | ---- |
| Roche Vendée Basket Club | Emmanuel Body      | Fin de contrat  | mai 2025       | Présaison | David Gautier       | août 2025      | ,    |

### Équipementiers
| Équipe                       | Équipementier      | Période      | Réf.   |
| ---------------------------- | ------------------ | ------------ | ------ |
| Angers                       | Skills             | 2016 –       | [ 8 ]  |
| Charleville-Mézières         | Skills             | 2021/05 –    | [ 9 ]  |
| Landerneau                   | Erreà              | 2020 –       | [ 10 ] |
| Basket Landes                | Erreà              | ?            | [ 11 ] |
| Lattes-Montpellier           | Kappa              | ?            | [ 12 ] |
| La Roche-sur-Yon             | Puma               | ?            | [ 13 ] |
| Bourges                      | Puma               | 2021/09 –    |        |
| Charnay Basket Bourgogne Sud | Vestiaire du sport | ?            | [ 14 ] |
| Chartres                     | Spalding           | ?            |        |
| Lyon                         | Adidas             | 2020/07 –    | [ 15 ] |
| Toulouse                     | Hummel             | 2023 – 2025/ |        |
| Villeneuve-d’Ascq            | Tarmak             | ?            | [ 16 ] |

## La saison régulière

### Classement de la saison régulière
En cas d’égalité, les clubs sont départagés en fonction des résultats obtenus lors de leurs confrontations directes, indiquées entre parenthèses si nécessaire.
| Rang | Équipe                     | Pts | J | G | P | Pp | Pc | Diff |
| ---- | -------------------------- | --- | - | - | - | -- | -- | ---- |
| 1    | UF Angers Basket 49        | 0   | 0 | 0 | 0 | 0  | 0  |      |
| 2    | Tango Bourges              | 0   | 0 | 0 | 0 | 0  | 0  |      |
| 3    | FCB Charleville-MézièresC  | 0   | 0 | 0 | 0 | 0  | 0  |      |
| 4    | Charnay-les-Mâcon BBS      | 0   | 0 | 0 | 0 | 0  | 0  |      |
| 5    | C’ Chartres BFRp           | 0   | 0 | 0 | 0 | 0  | 0  |      |
| 6    | Landerneau Bretagne Basket | 0   | 0 | 0 | 0 | 0  | 0  |      |
| 7    | Basket LandesT             | 0   | 0 | 0 | 0 | 0  | 0  |      |
| 8    | Lattes-Montpellier BLMA    | 0   | 0 | 0 | 0 | 0  | 0  |      |
| 9    | LDLC Lyon ASVEL féminin    | 0   | 0 | 0 | 0 | 0  | 0  |      |
| 10   | Roche Vendée Basket Club   | 0   | 0 | 0 | 0 | 0  | 0  |      |
| 11   | Toulouse Métropole BasketP | 0   | 0 | 0 | 0 | 0  | 0  |      |
| 12   | ESB Villeneuve-d’Ascq LM   | 0   | 0 | 0 | 0 | 0  | 0  |      |

|   | Qualification pour les playoffs 2025 |
|   | Participation aux playdowns 2025     |
| T | Tenant du titre 2025                 |
| F | Finaliste 2025                       |
| P | Promu de LF2                         |
| C | Vainqueur de la Coupe de France 2025 |

### Matchs
mise à jour: 1er septembre 2025
| Résultats (dom.\ext.)                                              | ANG | BOU | CHV | CHN | CHT | LDR | LDS | LAT | LYO | ROC | TOU | VIL |
| Angers                                                             |     | -   | -   | -   | -   | -   | -   | -   | -   | -   | -   | -   |
| Bourges                                                            | -   |     | -   | -   | -   | -   | -   | -   | -   | -   | -   | -   |
| Charleville-Mézières                                               | -   | -   |     | -   | -   | -   | -   | -   | -   | -   | -   | -   |
| Charnay-lès-Mâcon                                                  | -   | -   | -   |     | -   | -   | -   | -   | -   | -   | -   | -   |
| ChartresRp                                                         | -   | -   | -   | -   |     | -   | -   | -   | -   | -   | -   | -   |
| Landerneau                                                         | -   | -   | -   | -   | -   |     | -   | -   | -   | -   | -   | -   |
| Basket LandesT                                                     | -   | -   | -   | -   | -   | -   |     | -   | -   | -   | -   | -   |
| Lattes-Montpellier                                                 | -   | -   | -   | -   | -   | -   | -   |     | -   | -   | -   | -   |
| Lyon                                                               | -   | -   | -   | -   | -   | -   | -   | -   |     | -   | -   | -   |
| La Roche-sur-Yon                                                   | -   | -   | -   | -   | -   | -   | -   | -   | -   |     | -   | -   |
| ToulouseP                                                          | -   | -   | -   | -   | -   | -   | -   | -   | -   | -   |     | -   |
| Villeneuve-d’Ascq                                                  | -   | -   | -   | -   | -   | -   | -   | -   | -   | -   | -   |     |
| - Victoire à domicile - Victoire à l'extérieur - Match non disputé |     |     |     |     |     |     |     |     |     |     |     |     |

### Évolution du classement
| Journées / Clubs     | 1 | 2 | 3 | 4 | 5 | 6 | 7 | 8 | 9 | 10 | 11 | 12 | 13 | 14 | 15 | 16 | 17 | 18 | 19 | 20 | 21 | 22 | Top | PO | PD |
| -------------------- | - | - | - | - | - | - | - | - | - | -- | -- | -- | -- | -- | -- | -- | -- | -- | -- | -- | -- | -- | --- | -- | -- |
| Angers               |   |   |   |   |   |   |   |   |   |    |    |    |    |    |    |    |    |    |    |    |    |    |     |    |    |
| Bourges              |   |   |   |   |   |   |   |   |   |    |    |    |    |    |    |    |    |    |    |    |    |    |     |    |    |
| Charleville-Mézières |   |   |   |   |   |   |   |   |   |    |    |    |    |    |    |    |    |    |    |    |    |    |     |    |    |
| Charnay-lès-Mâcon    |   |   |   |   |   |   |   |   |   |    |    |    |    |    |    |    |    |    |    |    |    |    |     |    |    |
| ChartresRp           |   |   |   |   |   |   |   |   |   |    |    |    |    |    |    |    |    |    |    |    |    |    |     |    |    |
| Landerneau           |   |   |   |   |   |   |   |   |   |    |    |    |    |    |    |    |    |    |    |    |    |    |     |    |    |
| Basket LandesT       |   |   |   |   |   |   |   |   |   |    |    |    |    |    |    |    |    |    |    |    |    |    |     |    |    |
| Lattes-Montpellier   |   |   |   |   |   |   |   |   |   |    |    |    |    |    |    |    |    |    |    |    |    |    |     |    |    |
| Lyon                 |   |   |   |   |   |   |   |   |   |    |    |    |    |    |    |    |    |    |    |    |    |    |     |    |    |
| La Roche-sur-Yon     |   |   |   |   |   |   |   |   |   |    |    |    |    |    |    |    |    |    |    |    |    |    |     |    |    |
| ToulouseP            |   |   |   |   |   |   |   |   |   |    |    |    |    |    |    |    |    |    |    |    |    |    |     |    |    |
| Villeneuve-d’Ascq    |   |   |   |   |   |   |   |   |   |    |    |    |    |    |    |    |    |    |    |    |    |    |     |    |    |

### État de forme des équipes
| Journée ╱ Équipe     | 1      | 2 | 3 | 4 | 5 | 6 | 7 | 8 | 9 | 10 | 11 | 12 | 13 | 14 | 15 | 16 | 17 | 18 | 19 | 20 | 21 | 22 |
| -------------------- | ------ | - | - | - | - | - | - | - | - | -- | -- | -- | -- | -- | -- | -- | -- | -- | -- | -- | -- | -- |
| Journée ╱ Équipe     | Angers |   |   |   |   |   |   |   |   |    |    |    |    |    |    |    |    |    |    |    |    |    |
| Bourges              |        |   |   |   |   |   |   |   |   |    |    |    |    |    |    |    |    |    |    |    |    |    |
| Charleville-Mézières |        |   |   |   |   |   |   |   |   |    |    |    |    |    |    |    |    |    |    |    |    |    |
| Charnay-lès-Mâcon    |        |   |   |   |   |   |   |   |   |    |    |    |    |    |    |    |    |    |    |    |    |    |
| ChartresRp           |        |   |   |   |   |   |   |   |   |    |    |    |    |    |    |    |    |    |    |    |    |    |
| Landerneau           |        |   |   |   |   |   |   |   |   |    |    |    |    |    |    |    |    |    |    |    |    |    |
| LandesT              |        |   |   |   |   |   |   |   |   |    |    |    |    |    |    |    |    |    |    |    |    |    |
| Lattes-Montpellier   |        |   |   |   |   |   |   |   |   |    |    |    |    |    |    |    |    |    |    |    |    |    |
| Lyon                 |        |   |   |   |   |   |   |   |   |    |    |    |    |    |    |    |    |    |    |    |    |    |
| La Roche-sur-YonP    |        |   |   |   |   |   |   |   |   |    |    |    |    |    |    |    |    |    |    |    |    |    |
| Toulouse             |        |   |   |   |   |   |   |   |   |    |    |    |    |    |    |    |    |    |    |    |    |    |
| Villeneuve-d’Ascq    |        |   |   |   |   |   |   |   |   |    |    |    |    |    |    |    |    |    |    |    |    |    |

Séries de la saison
- Séries de victoires :
- Séries de défaites :

## Clubs engagés en coupe d’Europe

### Euroligue
| Équipe               | Qualifications                                 | Qualifications                                 | Premier tour | Premier tour | Second tour | Second tour | Playoffs | Playoffs | Bilan général |
| Équipe               | Résultat                                       | V–D (%V)                                       | Résultat     | V–D (%V)     | Résultat    | V–D (%V)    | Résultat | V–D (%V) | V–D (%V)      |
| -------------------- | ---------------------------------------------- | ---------------------------------------------- | ------------ | ------------ | ----------- | ----------- | -------- | -------- | ------------- |
| Bourges              |                                                |                                                |              |              |             |             |          |          |               |
| Charleville-Mézières | Directement qualifiée pour la saison régulière | Directement qualifiée pour la saison régulière | groupe B     |              |             |             |          |          |               |
| Landes               | Directement qualifiée pour la saison régulière | Directement qualifiée pour la saison régulière | groupe D     |              |             |             |          |          |               |

### Eurocoupe
| Équipe             | Qualifications                                 | Qualifications                                 | Saison régulière          | Saison régulière          | Playoffs                  | Playoffs                  | Bilan général             |                           |
| Équipe             | Résultat                                       | V–D (%V)                                       | Résultat                  | V–D (%V)                  | Résultat                  | V–N–D (%V)                | V–N–D (%V)                |                           |
| ------------------ | ---------------------------------------------- | ---------------------------------------------- | ------------------------- | ------------------------- | ------------------------- | ------------------------- | ------------------------- | ------------------------- |
| Angers             | Qualifiée                                      | 2–0 (100 %)                                    | groupe I                  |                           |                           |                           |                           |                           |
| Charnay-les-Mâcon  | Directement qualifiée pour la saison régulière | Directement qualifiée pour la saison régulière | groupe J                  |                           |                           |                           |                           |                           |
| Lattes-Montpellier | Directement qualifiée pour la saison régulière | Directement qualifiée pour la saison régulière | groupe H                  |                           |                           |                           |                           |                           |
| Lyon               | Retrait de la compétition                      | Retrait de la compétition                      | Retrait de la compétition | Retrait de la compétition | Retrait de la compétition | Retrait de la compétition | Retrait de la compétition | Retrait de la compétition |
| Villeneuve-d’AscqT | Directement qualifiée pour la saison régulière | Directement qualifiée pour la saison régulière | groupe L                  |                           |                           |                           |                           |                           |

## Bilan de la saison
| Championnat de France féminin de basket-ball 2025–2026 |         |                                 |
| Champion de France                                     | À venir | À venir                         |
| Coupes et trophées                                     |         |                                 |
| Coupe de France                                        | À venir | À venir                         |
| Match des champions                                    | À venir | À venir                         |
| Qualifications continentales 2026–2027                 |         |                                 |
| Euroligue                                              | À venir | Champion de France              |
| Euroligue                                              | À venir | Vainqueur de la Coupe de France |
| Euroligue                                              | À venir | 1er de la saison régulière      |
| Eurocoupe                                              | À venir | À venir                         |
| Eurocoupe                                              | À venir |                                 |
| Eurocoupe                                              | À venir |                                 |
| Eurocoupe                                              | À venir |                                 |
| Promotions et relégations                              |         |                                 |
| Promu de LF2                                           | À venir | Champion de France de LF2       |
| Relégué en LF2                                         | À venir | 12e du championnat              |